# Фролов Іван Федорович
Фролов Іван Федорович (9 жовтня 1902, село Володимирівка, Рославльський повіт, Смоленська губернія, Російська імперія, нині в складі Рогнединського району Брянської області — 16 серпня 1968, Москва) — радянський воєначальник, генерал-полковник артилерії (1958).

## Біографія
З сім'ї селянина. Закінчив земську школу. Працював учнем слюсаря на Брянському інструментальному заводі.
У 1920 році добровольцем вступив до Червоної армії і вступив на Брянські курси червоних командирів. Однак в 1921 році був відкликаний з армії за розпорядженням губернського комітету РКП(б) і направлений на навчання до губернської радпартшколи. По її закінченні — на партійній роботі.
Однак бажав продовжити армійську службу і в вересні 1923 року по партійній мобілізації домігся знову зарахування в РККА. З 1923 року служив політруком зведеного ескадрону 4-ї стрілецької дивізії. У 1927 році екстерном склав іспит за курс артилерійського училища. У 1929 році закінчив артилерійські командні курси удосконалення комскладу. З 1929 року — помічник командира артилерійської батареї 8-го артилерійського полку 5-го стрілецького корпусу в Білоруському військовому окрузі, командир навчальної батареї 5-го корпусного артилерійського полку, командиром артилерійського дивізіону, з 1937 року — командир 5-го корпусного артилерійського полку.
З жовтня 1938 року по квітень 1939 року перебував у службовому відрядженні в Іспанії, брав участь у громадянській війні в Іспанії. З 1940 по 1942 роки знову служив за кордоном, був військовим радником у Китаї, брав участь у японсько-китайській війні (1937—1945).
На фронт Великої Вітчизняної війни полковник І. Ф. Фролов прибув у січні 1943 року, коли був призначений командувачем артилерії 3-го механізованого корпусу (командир корпусу — М. Ю. Катуков). Брав участь з корпусом у Курській битві, в розпал якої 14 липня 1943 року було призначено командувачем артилерією 1-ї танкової армії. Був ним по січень 1944 року і потім з червня 1944 до кінця війни, коли армія стала іменуватися 1-ю гвардійською танковою армією. Добре керував діями артилеристів армії в Курській битві, в Белгородско-Харківській, Житомирсько-Бердичівській, Львівсько-Сандомирській, Вісло-Одерській, Східно-Померанській та в Берлінській наступальних операціях. За вміле командування артилерією армії в роки війни був нагороджений п'ятьма бойовими орденами.
Після війни й далі служив у Радянській армії. Командував артилерією ряду військових округів, в 1958 році служив начальником ракетних військ і артилерії Групи радянських військ у Німеччині.
Помер 16 серпня 1968 року. Похований в Одесі, на Другому християнському кладовищі.